# Sergio Quirino Valente
Sergio Quirino Valente (Teramo, 2 febbraio 1954 – Roma, 18 marzo 2021) è stato un velista e avvocato italiano.

## Biografia
Nato a Teramo praticò la vela sportiva sin da giovane, conseguendo successi sulle derive (F.J e 470) e conquistando il titolo di Campione Zonale nel 1978. Per motivi di lavoro sospese l'attività per riprenderla nel 2004, riproponendosi come velista e frequentando la vela professionistica.
Fu Presidente e socio del Circolo Nautico "V.Migliori" di Giulianova.
È deceduto il 18 marzo 2021 per una leucemia fulminante.

## Partecipazioni sportive e palmarès
- 2006, 2007: Campione zonale IX e X zona FIV (Abruzzo-Marche).
- 2008: 1° Regata del Conero di Ancona; 3° di cat. in Barcolana.
- 2009: 1° Regata del Conero di Ancona; 3° di cat. in Barcolana.
- 2010: 1° Trofeo Accademia Navale di Livorno; 3° al CAMPIONATO EUROPEO ORC di Cagliari; 1° Regata del Conero di Ancona; 2° di cat. in Barcolana; 2º classificato al Trofeo Gavitello D'Argento - Punta Ala.
- 2011: 5° al CAMPIONATO MONDIALE ORC in Croazia; 4° al CAMPIONATO ITALIANO ORC a Trieste; 2° di cat. in Barcolana.
- 2012: 1° al CAMPIONATO Mitteleuropeo in Istria; 1° alla Settimana Velica INTERNAZIONALE di Trieste; 2° di cat. in Barcolana.
- 2013 sulla imbarcazione DUVETICA[1]: 8° al CAMPIONATO MONDIALE ORC ad Ancona; 1° al CAMPIONATO ITALIANO ORC a Ravenna; "ARMATORE DELL'ANNO 2013"[2]; 1° al CAMPIONATO Mitteleuropeo a Trieste; 1° alla Settimana Velica INTERNAZIONALE di Trieste; 1° in cat alla Veleziana di Venezia; 3° in cat. in Barcolana di Trieste; Campione Italiano di vela d'altura 2013.
- 2014 sulla imbarcazione DUVETICA: 1° al CAMPIONATO ITALIANO ORC a Loano; Vincitore del "Trofeo dei Tre Mari FIV"[3]; 1° in overall a "la 200" e "la 500" di CAORLE; 2° in categoria in Barcolana di Trieste; 9° al CAMPIONATO EUROPEO ORC di Valencia (SP); 9° alla Copa del Rey a Palma di Mallorca (SP); Premiato dal CONI con la Medaglia di Bronzo al Valore Atletico; Campione Italiano di vela d'altura 2013; Vincitore del trofeo dei tre mari FIV.
- 2015: 1° al Campionato Italiano ORC di Civitanova Marche; 1° alla Barcolana di Trieste; Campione Italiano di vela d'altura 2015; Stella di bronzo al merito sportivo CONI.

## Incarichi federali e meriti sportivi
Dal marzo 2013 fu consigliere della UVAI (Unione Vela d'Altura Italiana)
Fu premiato dal CONI con la Stella di Bronzo al Merito Sportivo.